# Crocetina
La crocetina è un carotenoide presente nei fiori del genere crocus e nella Gardenia jasminoides. Appartiene alla classe degli acidi bicarbossilici. Forma cristalli rosso mattone con un punto di fusione di 285 °C.
La struttura chimica della crocetina costituisce il nucleo centrale della crocina, il composto responsabile del colore dello zafferano.

## Studi sulle cellule
Crocina e crocetina possono fornire neuroprotezione nei ratti riducendo la produzione di varie molecole neurotossiche, sulla base di uno studio cellulare in vitro. 

## Effetti fisiologici
Uno studio del 2009 su 14 soggetti ha indicato che la somministrazione orale di crocetina può ridurre gli effetti dell'affaticamento fisico negli uomini sani.
Uno studio pilota del 2010 ha studiato l'effetto della crocetina sul sonno. Lo studio clinico comprendeva uno studio crossover in doppio cieco, controllato con placebo, su 21 uomini adulti sani con un lieve disturbo del sonno. Ha concluso che la crocetina può (con una probabilità dell 2,5%) contribuire a migliorare la qualità del sonno.
Ad alte concentrazioni, ha effetti protettivi contro i danni alla retina in vitro e in vivo.